# Cantó de Sent Bausèli
El cantó de Sent Bausèli és un cantó francès del departament de l'Avairon, situat al districte de Millau. Té cinc municipis i el cap cantonal és Sent Bausèli.

## Municipis
- Castèlnòu de Leveson
- Montjòus
- Sent Bausèli
- Veirièras
- Lo Vialar de Tarn

## Història
| Data d'elecció                           | Identitat           | Partit        | Qualitat |
| ---------------------------------------- | ------------------- | ------------- | -------- |
| 1988-2001                                | Armand Vernhettes   | PRG           |          |
| 2001-                                    | Jean-Claude Gineste | Divers gauche |          |
| les dades anteriors no són pas conegudes |                     |               |          |
|                                          |                     |               |          |

## Demografia
| 1962  | 1968  | 1975  | 1982  | 1990  | 1999  | 2006  |
| ----- | ----- | ----- | ----- | ----- | ----- | ----- |
| 2.041 | 2.407 | 2.105 | 2.046 | 2.031 | 2.062 | 2.127 |